# 瑞穂 (奈井江町)
瑞穂（みずほ）は北海道空知郡奈井江町にある地名。

## 地理
瑞穂部落は元来、西端を石狩川、南端を奈井江川、東端を国道12号としていた。北端の12号線道路は大和部落との境界で、1944年（昭和19年）に若干北寄りに変更されている。
つまり奈井江町役場や奈井江小学校の所在地も古くは瑞穂の区域に含まれていたのだが、国道沿いの市街地が拡大していくにしたがって、部落の範囲は次第に狭められていった。

## 歴史

### 明治時代
1891年（明治24年）5月、14号西1線2番地丙号に入植した島根県人の伊藤重行をもって部落の開祖とする。
1892年（明治25年）、埼玉県人の小沢浜吉が土地調査に訪れて入植地を予約し、翌1893年（明治26年）になってから数名の埼玉県人が入植した。また同年には、袋地に高島農場小作人として数名が入ったほか、13号・14号石狩川沿岸には福井県・石川県・宮城県からの移住が行われた。部落中、袋地の約100町歩が高島農場の小作人で占められていた以外、残り約300町歩はみな個人入植であり、地主の庇護もないため開墾は苦難の連続であった。
1898年（明治31年）9月、大雨に伴う石狩川の大氾濫によって部落の耕地約90パーセントが水没し、その後の数年も水害が相次いだため、当地に見切りをつけて去っていく者は十数戸に及んだ。一方、この大洪水を転機として造田が盛んとなり、1899年（明治32年）に北小太郎らによって奈井江水利組合が設立された。
1902年（明治35年）4月、北海道二級町村制の施行により、奈江村（当時）の第17部落として制定される。
1907年（明治40年）、高島農場が袋地の土地を解放して自作農が行われるようになったが、例によって洪水が相次いだため、住民は次第に減少していった。

### 大正時代
1913年（大正2年）は冷害で大凶作となったため、窮民救済工事として、14号西1線と国道を結ぶ540メートルの新道路開削を当部落の出役で実施し、これにより交通の便も増した。
1921年（大正10年）8月、札幌在住の纐纈奥治郎ほか3名が組織した土地会社による袋地の灌漑施設工事が認可される。しかし事業に行き詰ったため、土功組合組織に変更して1923年（大正12年）に認可を得た。改組によって運営は軌道に乗り、後に高島土功組合と合併し奈井江土地改良区として続くことになる。
また1923年（大正12年）には森永製菓の創業者である森永太一郎が当地を訪れ、13号西1線に空知工場の設置を決めた。工場は1925年（大正14年）に操業を開始し、その影響で一帯の乳牛飼育者の数が急増した。

### 昭和時代
1932年（昭和7年）には1898年以来の大洪水が発生し、砂川町（当時）が基本財産積立金を費やす事態となった。そこで石狩川に小築堤建設、クラマナイ川の切替、14号西4線の石狩川古河道に築堤、15号道路に大盛土といった各種工事を実施し、1933年（昭和8年）に完成を見たことで、洪水は小康を得た。
1941年（昭和16年）、一帯の8割を水田が占めることと、奈井江水利組合の区域の大部分が当部落に属していることから、住民の総意をもって部落の名称を瑞穂と改めた。
1956年（昭和31年）から1959年（昭和34年）にかけて行われた石狩川大築堤の建設が完成したことで、一帯は開拓以来悩まされ続けた水害からついに解放された。